# Liên minh Tín dụng Liên bang Liên Hợp Quốc

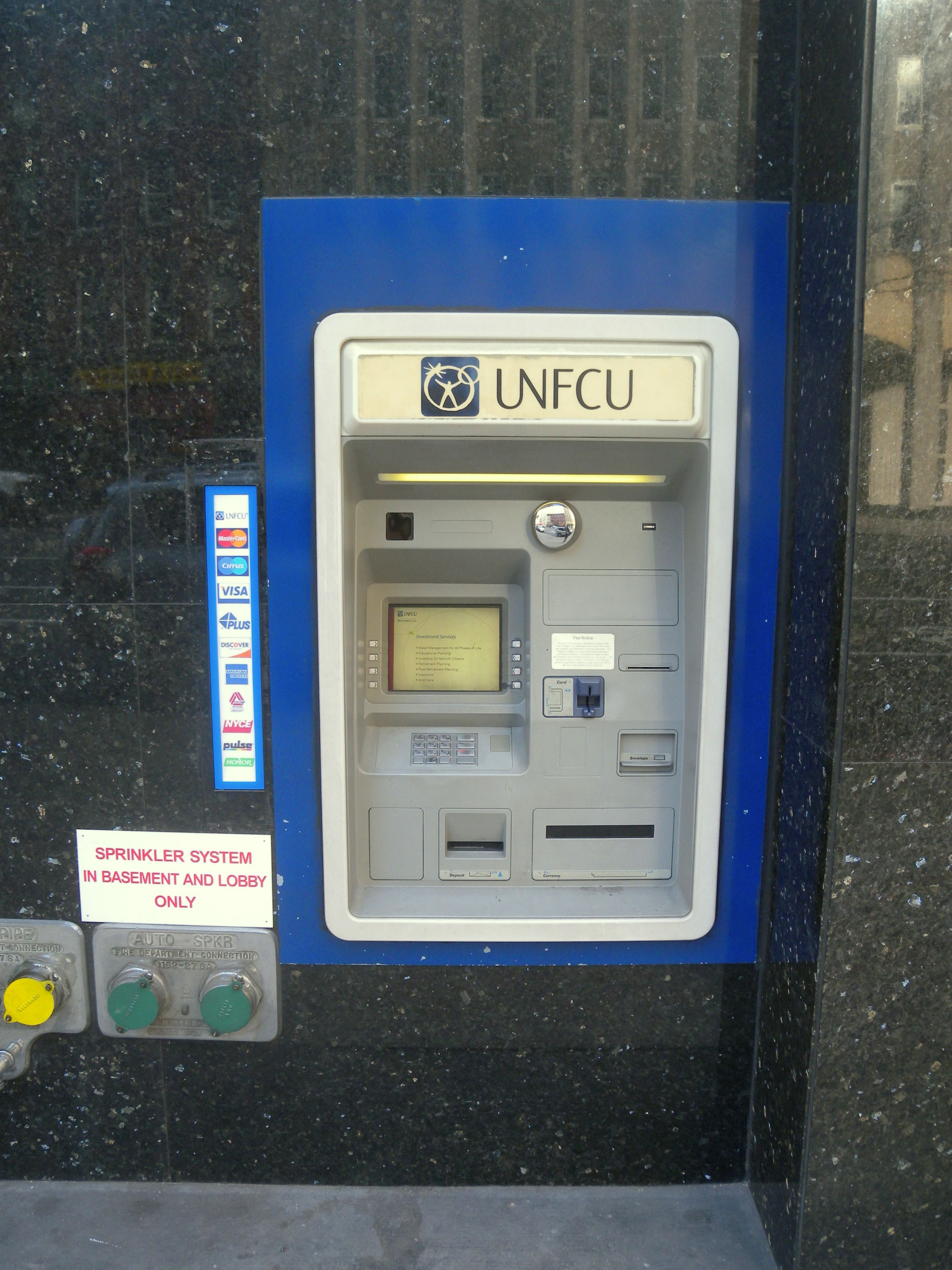
ATM dành cho UNFCU

Liên minh Tín dụng Liên bang Liên Hợp Quốc (tiếng Anh: United Nations Federal Credit Union) là một liên minh tín dụng của Mỹ, có trụ sở chính tại thành phố Long Island thuộc tiểu bang New York. Tổ chức này do nhân viên Liên Hợp Quốc thành lập vào năm 1947.
Tháng 10 năm 2010, UNFCU là tổ chức đầu tiên ở nước Mỹ bắt đầu phát hành thẻ chip và mã PIN dành cho khách hàng của mình.:3 Tư cách thành viên UNFCU dành cho nhân viên, chuyên gia tư vấn và người về hưu và các cơ quan trực thuộc của Liên Hợp Quốc, bao gồm Ngân hàng Thế giới và Quỹ Tiền tệ Quốc tế, cũng như các thành viên trong gia đình họ. UNFCU còn mở cửa cho tình nguyện viên của Liên Hợp Quốc và nhân viên có mối liên hệ với Trường Quốc tế Liên Hợp Quốc.